# IG电子竞技俱乐部
iG电子竞技俱乐部（Invictus Gaming）是一家中国电子竞技俱乐部，成立于2011年，隶属于中国艾极科技有限公司。iG目前有《英雄联盟》、《Dota 2》、《绝地求生》、《反恐精英》、《星际争霸II》、《炉石传说》等六支分部。

## 历史
2011年，富豪王健林之子王思聪以600万美元收购了中国知名的电子竞技队伍Catastrophic Cruel Memory（CCM），并成立Invictus Gaming，以促进和改善中国专业电竞环境。
IG的Dota团队曾赢得2012年Dota 2国际邀请赛冠军，而英雄联盟团队也赢得了2018年英雄联盟全球总决赛的冠军，因此IG是目前全世界唯一在Dota 2和英雄联盟两大Moba類型游戏的最高级赛事中都有夺冠记录的俱乐部。

## Dota 2分部
IG的Dota2分部为IG最早建立的分部，其历史可以追溯至CCM时期。目前IG旗下有两支Dota2战队，分别为IG(Invictus Gaming)与IGV(iG Vitality)。
2012年是IG战队的巅峰之年，当时他们获得了当年的Dota2国际邀请赛(TI)与WCG赛事的冠军，也是第一支获得Dota2国际邀请赛冠军的中国战队。但之后他们至今未能在TI赛事中突破前六，更曾在2016年TI预选赛中被Vici Gaming淘汰而无缘TI正赛。

### Invictus Gaming
| 姓名                   | ID     | 游戏位置 | 加入日期   | 国籍           |
| ---------------------- | ------ | -------- | ---------- | -------------- |
| 金志意                 | flyfly | 1        | 2019-06-14 | 中华人民共和国 |
| 周一                   | Emo    | 2        | 2018-09-12 | 中华人民共和国 |
| 郑俊文(Thiay Jun Wen)  | JT-    | 3        | 2019-04-07 | 马来西亚       |
| 徐林森                 | fy     | 4        | 2022-05-14 | 中华人民共和国 |
| 陈重建(Chan Chon Kien) | Oli    | 5        | 2018-09-12 | 马来西亚 ·     |

#### 荣誉
冠军:
- Dota 2国际邀请赛(1)：2012
- Dota 2亚洲邀请赛(1)：2017
- 世界电子竞技精英赛(WPC)(1)：2014
- 世界电子竞技大赛(WCG)(1)：2012
- 新加坡MajorDota2国际邀请赛（1）:2021

### iG Vitality
| 姓名   | ID              | 游戏位置 | 加入日期   | 国籍           |
| ------ | --------------- | -------- | ---------- | -------------- |
| 周世圆 | Dust            | 1        | 2018-09-12 | 中华人民共和国 |
| 倪伟杰 | ButterflyEffect | 2        | 2018-09-12 | 中华人民共和国 |
| 张伟轩 | XuaN            | 3        | 2018-09-12 | 中华人民共和国 |
| 李子萌 | mianmian        | 4        | 2018-09-12 | 中华人民共和国 |
| 黄家兴 | Llenn           | 5        | 2018-09-12 | 中华人民共和国 |

### 前著名成员
| 姓名   | ID      | 国籍           |
| ------ | ------- | -------------- |
| 徐志雷 | BurNIng | 中华人民共和国 |
| 白帆   | rOtK    | 中华人民共和国 |
| 姜岑   | YYF     | 中华人民共和国 |

## 英雄联盟分部
IG英雄联盟分部的历史亦可以追溯至CCM时期，也是IG初创时即存在的分部之一。
在中国英雄联盟职业化初期，IG与Team WE被视为主要的两支强队。IG参加了S2英雄联盟全球总决赛，但在八强赛中被俄罗斯的M5战队淘汰。
之后数年里，IG一直是LPL联赛的中上游队伍，更是季后赛常客，但截止到s7赛季结束，未能获得LPL冠军。
IG第二次晋级全球总决赛是在2015年，当时IG与Fnatic、Cloud9和AHQ等队伍分在同一小组。但在小组赛阶段仅获二胜四负遭到淘汰。
2018年LPL春季常規賽賽中，揭幕戰IG以1-2比分敗給了RNG，隨後IG在餘下的常規賽中豪取十八連勝，創造了新的LPL連勝記錄，並以常規賽18勝1負作為排名第一進入季後賽。然而在季後四強賽中，被RNG3-2擊敗，無緣決賽，季軍戰更是以1-3不敵RW戰隊，IG最終奪得殿軍名次。
而到了2018LPL夏季賽，IG再度崛起，常規賽再次以18勝1負排名登頂，並以此進入季後賽。IG在季後四強賽中擊敗JDG，進入決賽，然而在決賽中再度被RNG3-2擊敗，無緣夏季賽冠軍。憑藉著夏季賽的90積分，IG作為LPL全年總積分冠軍作為LPL二號種子參加2018年全球總決賽。
2018年，IG第三次晋级全球总决赛，并与Fnatic、100 Thieves和G-Rex分在同一小组。在小组赛中IG双杀了其他两个对手，但与Fnatic打成平手，并在加赛中再度负于对方，从而以小组第二出线。在淘汰赛中IG先是与夺冠热门KT Rolster打满五局并最终3-2击败对手晋级四强，之后又在四强赛中3-0战胜在八强赛中爆冷淘汰了RNG的G2 Esports并晋级决赛，在与Fnatic的决赛中，IG以3-0横扫对手夺得冠军，也成为LPL赛区第一支获得S赛冠军的队伍。战队打野Ning获得FMVP。
2019年LPL春季赛开赛前，官方特别制定了“WXZ”规则，规则要求单赛季新人需参加LDL20%的比赛，才能上调至LPL。以此杜绝非职业选手注册后即可参加LPL比赛的行为。
2019年，IG俱乐部在LPL春季赛获得冠军，随后代表LPL参加MSI季中冠军赛，在小组赛中9胜1负，在与SKT的一场比赛中仅用了15分57秒就拿下了胜利，创造了季中赛最短比赛时长，在半决赛中IG不敌Team Liquid，无缘决赛。在夏季赛中，IG打野Ning状态失常，战队成绩不佳，管理层征召了iG.Y战队的打野Leyan升入一队，最终IG夏季赛排名第六。不过依靠春季赛的优异成绩，IG在冒泡赛中连续击败JDG以及TES，以LPL3号种子的身份进入了S9世界赛。
在世界赛中，IG与Team Liquid，DWG以及AHQ分为一组，最终IG以小组第二名出线，在1/4决赛中IG以3:1战胜来自LCK的队伍GRF，与FPX会师半决赛。在半决赛上，IG以1:3不敌对手，止步四强。
2019年11月8日，IG上單替補選手李浩成（ID:duke）在微博上宣佈約滿後離隊。
2019年11月22日，IG下路選手喻文波(ID: JackeyLove) 和隊伍合約到期，成為自由人。
12月16日，俱樂部宣佈引入VG下路組合選手丁旺（ID:Puff）和蘇志林（ID:Southwind）。至第2年的4月3日，滔搏電子競技俱樂部微博宣佈喻文波加盟該俱樂部的英雄聯盟分部，擔任下路ad位置。
在2020LPL春季賽中，IG戰隊以14勝2負的戰績在常規賽積分榜排名第一。然而在季後賽中，IG戰隊以1:3的比分敗給了前ad選手jackeylove加盟的TES戰隊，季軍賽中更以0:3不敵FPX，IG戰隊再度奪得殿軍名次。
2020年5月26日，俱樂部宣佈IG打野選手盧崛（ID:Leyan）轉會至VG電子俱樂部，擔任該俱樂部英雄聯盟分部的打野位置。
時隔近一個月後，在季中杯（2020 mid-season cup）中，IG戰隊接連被LCK的DRX、Gen.G戰隊以及同為LPL的JDG戰隊擊敗，無緣半決賽，IG成為了唯一一支零勝的隊伍。然而，同為LPL的FPX、TES和JDG戰隊都已經晉級半決賽，網友們期待的“LPL春季賽四強”會師半決賽的幻想已經破滅。
2020年6月13日，IG俱樂部宣佈前教練蕭強 （ID:Chris）回歸擔任IG英雄聯盟分部的輔助教練。6月14日，夏季賽IG以2比0戰勝了Suning，結束了自春季季後賽以來連敗的局勢。夏季賽中期，IG的冠軍輔助Baolan重回首發輔助位置，Baolan上場後表現亮眼，IG的實力有所增強，接連擊敗了RNG、V5、以及常規賽第一的TES戰隊。IG常規賽以12勝4負排名第三的身份，進入季後賽。
然而，在季後賽中，IG被LGD戰隊3-0比分擊敗。比賽結束後，IG的官方微博遭到粉絲的一片聲討，乃至戰隊選手以及教練都未能倖免。IG憑借著積分進入4號種子的冒泡賽，第一輪比賽IG鏖戰5局，以3-2戰勝了此前Bo5從未戰勝過的FPX。然而第二輪比賽中，IG1-3惜敗LGD戰隊，宣告IG無緣S10世界賽。
12月17日，俱樂部宣佈IGY的打野XUN、輔助Lucas、ADC選手Snow升入一隊。12月18日，原Estar Gaming的AD選手張銳（ID:Wink）正式加入IG。同時，俱樂部微博官宣教練Chris正式離隊，並轉會至TT戰隊俱樂部。在該年的德瑪西亞杯比賽中，IG以2勝2負的戰績宣佈出局。
2021年LPL春季賽，iG以第九名（21-15）的成績進入季後賽。4月1日，iG以2-3的成績落敗於RA，止步於季後賽第壹輪，未能獲得世界賽積分。
2021年LPL夏季赛，iG以第十三名（6-11）的成绩无缘季后赛，為iG2018年奪冠以來創造的最差成績。
2021年12月5日, iG电子竞技俱乐部官宣ADC选手丁旺（ID: Puff）、吴好顺（ID: Snow），辅助选手苏志林（ID: Southwind）与俱乐部合约到期，选手以自由人身份离队。。2021年12月14日, Puff和Southwind选手官宣加入TT。。
2021年12月7日, iG电子竞技俱乐部官宣上单选手姜承録（ID: TheShy）以自由人身份离队。。2021年12月14日, TheShy选手官宣加入WBG。。
2021年12月12日, iG电子竞技俱乐部官宣中单选手宋义进（ID: Rookie）以自由人身份离队。。2021年12月23日, Rookie选手官宣加入深圳V5。。
2021年12月15日, iG电子竞技俱乐部官宣打野选手高振宁（ID: Ning）离队。。
2021年12月15日, iG电子竞技俱乐部官宣辅助选手王柳羿（ID: Baolan）以自由人身份离队。。至此，2018iG夺冠阵容全体离队。

### 轶事
2018年11月3日，iG夺得英雄联盟2018赛季全球总决赛总冠军，引发许多市民喊楼。因为iG中文名“艾极”谐音“埃及”，导致后来埃及驻华大使馆发文“谢谢大家支持埃及！埃及牛逼！！！”

### 荣誉
冠军:
- 英雄联盟全球总决赛(1)：2018
- 英雄联盟职业联赛(1)：2019春
- 德玛西亚杯(2)：2014春、2018冬
- 英特尔极限大师赛(1)：2013（新加坡站）
- 全国电子竞技大赛(2)：2016、2017

亚军:
- 英雄联盟职业联赛(2)：2014春、2018夏
- 德玛西亚杯(2)：2015春、2015总决赛
- 英特尔极限大师赛(1)：2013（上海站）

## 星际争霸II分部
| 姓名   | ID     | 所用种族 |
| ------ | ------ | -------- |
| 胡翔   | MacSed | 神族     |
| 王磊   | XiGua  | 虫族     |
| 向遥   | XY     | 人族     |
| 周航   | iAsonu | 虫族     |
| 曹晋珲 | Jim    | 神族     |

## CS:GO分部
2019年8月，iG收购8esay战队，重新成立CS:GO分部。

## 已解散分部

### 守望先锋
IG守望先锋分部成立于2016年7月，分为"Ice"和"Fire"两队。2017年9月，IG电竞俱乐部正式宣布将守望先锋分部剩余成员交予网易CC直播，并组成新队伍Team CC。至此，IG电竞俱乐部守望先锋分部不复存在。

## 彩虹六号：围攻分部
2021年6月16日，iG宣布招募前Giants的新加坡彩虹六号战队成员组建《彩虹六号：围攻》战队“iG International”，并参加彩虹六号在亚太的联赛。2022年9月，iG宣布离开彩虹六号赛事并解散iG International战队。

### 现役名单
| 国籍     | ID         | 姓名               | 角色 | 入队日期   |
| -------- | ---------- | ------------------ | ---- | ---------- |
| 新加坡   | HysteRiX   | Jeremy Tan         |      | 2021-06-16 |
| 新加坡   | SpeakEasy  | Matin Yunos        |      | 2021-06-16 |
| 澳大利亚 | Jigsaw     | Jack Gillies       |      | 2022-02-28 |
| 中国     | MentalistC | Patrick Fan        |      | 2022-02-28 |
| 澳大利亚 | naate      | Nathaniel Williams |      | 2022-02-28 |
| 英国     | GiG        | Ellis Hindle       | 教练 | 2021-06-16 |

### 前任名单
| 国籍       | ID         | 姓名              | 角色 | 入队日期   | 离队日期   | 加入队伍 |
| ---------- | ---------- | ----------------- | ---- | ---------- | ---------- | -------- |
| 新加坡     | Jrdn       | Jordan Cheng      |      | 2021-06-16 | 2022-02-12 |          |
| 印度尼西亚 | Jo         | Jose Iman         |      | 2021-06-16 | 2022-02-13 |          |
| 新加坡     | Lunarmetal | Glen Suryasaputra |      | 2021-06-16 | 2022-02-14 | 退役     |